# Далія (нохія)
Далія (араб. ناحية الدالية‎‎) — нохія у Сирії, що входить до складу району Джебла провінції Латакія. Адміністративний центр — м. Далія.
| Сирія | Це незавершена стаття з географії Сирії. Ви можете допомогти проєкту, виправивши або дописавши її. |